# Felice Cascione
Felice Cascione, nome di battaglia "U Megu" (Porto Maurizio, 2 maggio 1918 – Alto, 27 gennaio 1944), è stato un partigiano e medico italiano, comunista, che fu decorato della medaglia d'oro al valor militare. È noto anche per aver composto il testo della canzone Fischia il vento.

## Biografia
Nacque a Porto Maurizio, ora Imperia, da una famiglia di condizioni modeste; la madre Maria Baiardo era una maestra elementare ed il padre Giobatta un fonditore di campane, che muore di malattia nel novembre 1918 mentre è al fronte. Il giovane Cascione aveva pochi mesi e il padre aveva appena fatto in tempo a deciderne il nome di battesimo nella sua ultima licenza. Cascione frequentò il ginnasio di Imperia, dove fece amicizia con Alessandro Natta, futuro segretario nazionale del PCI. Fin da giovane era uno sportivo, e giocava a pallanuoto nel porto, diventando centrovasca della squadra e capitano della GUF Imperia che portò a vincere il campionato della Divisione Nazionale B 1938 e ad approdare al campionato della Divisione Nazionale A 1939. L'amico Alessandro Natta lo descrisse «bello e vigoroso come un greco antico»..
Nel 1936 si iscrisse alla facoltà di medicina all'Università degli Studi di Genova, come aveva promesso alla madre, stabilendosi alla Casa dello Studente:
(Felice Cascione in una lettera spedita alla madre il 25 gennaio 1933)
A Genova si iscrisse ai GUF e divenne uno dei protagonisti nei Littoriali dello Sport per il nuoto. Nel 1938 Cascione fu avvicinato da alcuni membri del Partito Comunista d'Italia clandestino e dopo alcuni sporadici incontri iniziò a frequentarli assiduamente a Imperia. Nell'agosto 1939 partecipò ai Giochi Studenteschi Mondiali come pallavolista che si tennero nella Vienna dell'Anschluss. 

Nonostante i successi sportivi a Genova Cascione ha difficoltà ad ambientarsi, forse per la sospetta adesione all'antifascismo, pertanto decise di spostarsi alla Sapienza - Università di Roma. Nel frattempo giunse a Roma la voce che Cascione fosse antifascista, pertanto i GUF, cui aveva aderito, gli negarono ulteriori sovvenzioni. Cascione decise pertanto di cambiare università, trasferendosi a Bologna. A seguito dell'occupazione di Mentone da parte del Regio Esercito fu inviato nella città come commissario di sanità, facendo qui le prime esperienze da medico. Si laureò in medicina all'Università degli Studi di Bologna il 10 luglio 1942, ma rimase a Bologna ancora per tutto il 1942, facendo esperienza nella clinica ostetrico-ginecologica dell'università. Nello stesso anno si iscrisse a Bologna al Partito Comunista d'Italia.

### L'adesione alla Resistenza

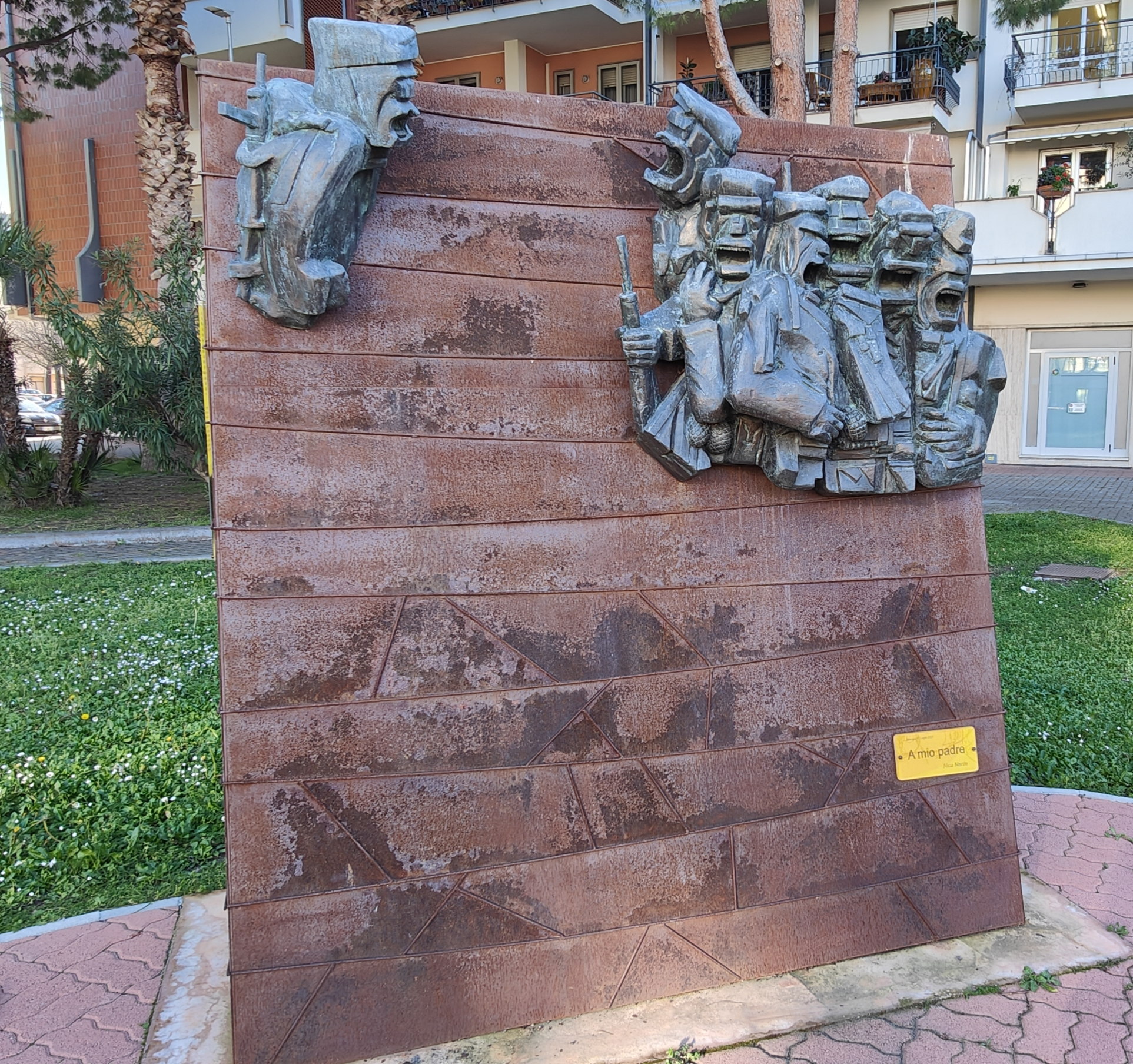
Albenga, giardini Libero Nante: monumento a Felice Cascione, opera di Flavio Furlani

Tornato ad Imperia, si fece in breve tempo la fama di un medico sensibile e pronto ad aiutare il prossimo. Era già soprannominato U megu, che in ligure significa Il medico. Quando dopo il 25 luglio 1943 fu nominato il Governo Badoglio prese parte alle manifestazioni per la caduta del fascismo. Cascione finì arrestato insieme alla madre con l'accusa di aver organizzato manifestazioni sediziose, rimanendo in cella una ventina di giorni.
Dopo l'armistizio dell'8 settembre 1943 i tedeschi occuparono l'Italia e al nord si costituì la Repubblica Sociale Italiana; Cascione entrò subito nella Resistenza. Si mise a capo di un'improvvisata brigata partigiana, la prima dell'Imperiese, in località Magaletto di Diano Castello, costituita inizialmente da solo tredici persone. Un notevole afflusso di partigiani si ebbe a partire dal 20 novembre 1943, quando il distretto militare, a firma del colonnello Giuseppe Bosio, affisse il bando di arruolamento che comminava la pena di morte per i disertori.
Il soprannome U megu divenne anche il suo nome di battaglia. Durante la vita in montagna Cascione fece molta assistenza medica ai feriti e agli abitanti delle valli dell'entroterra. Come comandante era solito imporre ai suoi sottoposti esercizi fisici per mantenerli in forma. Tra le prime azioni della banda di Cascione vi fu l'attacco contro quattro soldati tedeschi intenti a riparare la linea del telegrafo, che riuscirono però a mettersi in salvo, e la cattura di una camicia nera che fu subito fucilata. Tuttavia le puntate dei tedeschi e dei fascisti nell'entroterra dimostravano che la banda era stata individuata e quindi, complice anche la scarsità di viveri, Cascione decise di spostarsi nell'alta valle di Andora.

### Lo scontro di Montegrazie
Nei giorni precedenti la popolazione di Montegrazie, alle spalle di Porto Maurizio, aveva percosso Luigi Ramone, il segretario del PNF che secondo alcune fonti aveva fatto delle prepotenze contro gli abitanti del luogo; il giorno seguente la figlia Maria Delfina Ramone, mentre si recava a Imperia in bicicletta forse per denunciare il fatto, era stata a sua volta aggredita per strada riportando ferite al viso. A seguito della segnalazione del fatto il 14 dicembre 1943 alcuni militi della ex 33ª Legione CC.NN. da montagna "Gandolfo" di Imperia salirono a Montegrazie, incrociando i partigiani di Cascione, che aprirono il fuoco contro gli autocarri che li trasportavano e ferendo a morte il milite nizzardo Rinaldo Morelli. Secondo i diari del comandante della compagnia della GNR Luigi Ferraris i militi presenti a Montegrazie erano una ventina e si erano spostati a bordo di una singola corriera. Secondo Giorgio Pisanò i militi andati a Montegrazie erano circa una ventina e furono attaccati mentre si accingevano a rientrare a Imperia. L'attacco fu respinto nonostante il grave ferimento di Morelli, ma furono presi prigionieri il tenente Luciano Di Paola e il milite Michele Dogliotti, che erano in perlustrazione. Secondo la memorialistica partigiana un numero imprecisato di fascisti arrivarono a bordo di cinque corriere e a questi si erano poi uniti un centinaio di volontari provenienti da Sanremo delle Brigate giovanili, mentre nel rapporto del Capo della Provincia di Imperia Francesco Bellini si fa riferimento all'uccisione di Morelli e alla cattura del tenente Di Paola e del milite Dogliotti.
I due prigionieri, entrambi della Guardia Nazionale Repubblicana, fin dalla cattura secondo le testimonianze partigiane mantennero un atteggiamento ostile nei confronti dei propri carcerieri, in particolare il giovanissimo Dogliotti. Nel frattempo, incalzati dal rastrellamento tedesco, i partigiani decidono di costituire un Consiglio di guerra per processare e fucilare i due prigionieri, ma Cascione ne impedì l'esecuzione proponendo di avvicinarli alla causa partigiana:
(Felice Cascione secondo la testimonianza orale del partigiano Angelo Setti)

Cascione fornì cure a Dogliotti, che nello scontro aveva riportato qualche graffio, dividendo con lui il rancio, le sigarette e le coperte. Ciononostante, mentre il sottotenente Di Paola era divenuto silenzioso, il milite Dogliotti rimaneva apertamente ostile verso i partigiani. Ai molti che diffidavano del suo comportamento Cascione rispondeva: 
Nel frattempo il reparto di Cascione si spostò a Curenna dove trovò alloggiamento presso il casone dei "Crovi", mentre i due prigionieri furono reclusi nel seminterrato di un altro casone lì vicino. In occasione del Natale e del Capodanno, nonostante il parere contrario degli altri partigiani, Cascione volle che alla cena fossero presenti anche Di Paola e Dogliotti.
Il 7 gennaio 1944 i due prigionieri, condotti a una pozza d'acqua, riuscirono a disarmare Carlo Siciliano, il proprio carceriere ma, nel tentativo di immobilizzarlo, il tenente Di Paola rimase ferito, mentre Dogliotti riuscì a sottrarsi agli altri partigiani che nel frattempo erano accorsi. Dogliotti riuscì a raggiungere con i piedi tumefatti la caserma della MVSN di Albenga. Cascione, informato sui fatti, diede immediatamente ordine di smobilitare l'accampamento per sfuggire ad un eventuale rastrellamento trasferendosi a Case Fontane.

### La morte

Felice Cascione durante la Resistenza

Il 27 gennaio, alle sette del mattino, una colonna tedesca della 356ª divisione di fanteria cui erano aggregati anche dei fascisti, passando da Alto, raggiunse Case Fontane; le prime avanguardie tedesche occuparono la sede del comando partigiano su cui sventolava la bandiera rossa. Nonostante alcuni reduci indichino in Dogliotti colui che guidò i tedeschi nel rastrellamento, questo è impossibile visto che lo stesso non poteva essere a conoscenza del nuovo accampamento. Cascione con due uomini tentò di rioccupare il comando per recuperare tutti i documenti conservati all'interno, ma i tedeschi si asserragliarono all'interno e colpirono Cascione ad un ginocchio, fratturandogli la tibia. Uno dei compagni di Cascione ritornò indietro per far intervenire anche gli altri. In soccorso di Cascione tentarono di intervenire Mercati e Cortellucci. Mercati vista la difficoltà ad intervenire ritornò indietro mentre Cortellucci rimase bloccato dal fuoco nemico che nel frattempo aveva ricevuto rinforzi. Vistosi perduto Cascione esortò i propri compagni a mettersi in salvo; ciononostante Cortellucci fu preso.
Secondo fonti partigiane Cascione fu preso prigioniero e immediatamente fucilato dai fascisti aggregati. Ricerche d'archivio svolte a Friburgo in Brisgovia, presso la documentazione della 356ª divisione di fanteria tedesca, si limitano a comunicare che Cascione fu ucciso senza accennare se fosse caduto o meno in combattimento. Invece l'Ufficio Politico Investigativo guidato dal tenente colonnello della Guardia Nazionale Repubblicana Pier Cristoforo Bussi in un dispaccio interno comunicò all'epoca che Cascione fu preso prigioniero e fucilato dai tedeschi. I carabinieri di Cuneo, dopo indagini svolte, nella loro relazione inviata ad Imperia affermarono che Cascione non fu fucilato ma che morì nel corso della sparatoria. Sui giornali partigiani clandestini dell'epoca si diffuse anche la voce che Cascione, pur di non essere catturato, si fosse suicidato sparandosi in testa.

Il comando della brigata, assunto da Acquarone, preferì ritirarsi. La brigata prese poi il nome di Divisione Garibaldi "Felice Cascione". All'indomani della morte di Felice Cascione, Italo Calvino aderì assieme al fratello Floriano alla seconda divisione d'assalto partigiana "Garibaldi", intitolata allo stesso Cascione. Il futuro scrittore lo ricordò:

### La canzone "Fischia il vento"
(Felice Cascione, Fischia il vento)
Era un buon poeta, anche se come cantante era un po' stonato e durante il periodo della Resistenza completò il testo di Fischia il vento (che aveva già iniziato a Bologna, alcuni anni prima), sulla popolare melodia sovietica Katjuša. Al compagno Giacomo Sibilla, nome di battaglia Ivan, disse che i partigiani liguri in quel momento non avevano bandiera, ma sarebbe servita loro almeno una canzone, e visto che Ivan si era portato una chitarra in montagna iniziarono a fare delle prove. Iniziarono con Va' pensiero, ma poi optarono per la Katjuša, che divenne Fischia il vento
Venne intonata la prima volta a Curenna, frazione di Vendone, durante la messa di Natale del 1943, e poi venne cantata in forma ufficiale ad Alto, nella piazza della chiesa il giorno dell'Epifania del 1944.  Solo tre settimane dopo Felice Cascione verrà ucciso dai nazifascisti. Poi, dopo la Liberazione, divenne l'inno ufficiale delle Brigate Partigiane Garibaldi.

## Onorificenze

### Riconoscimenti

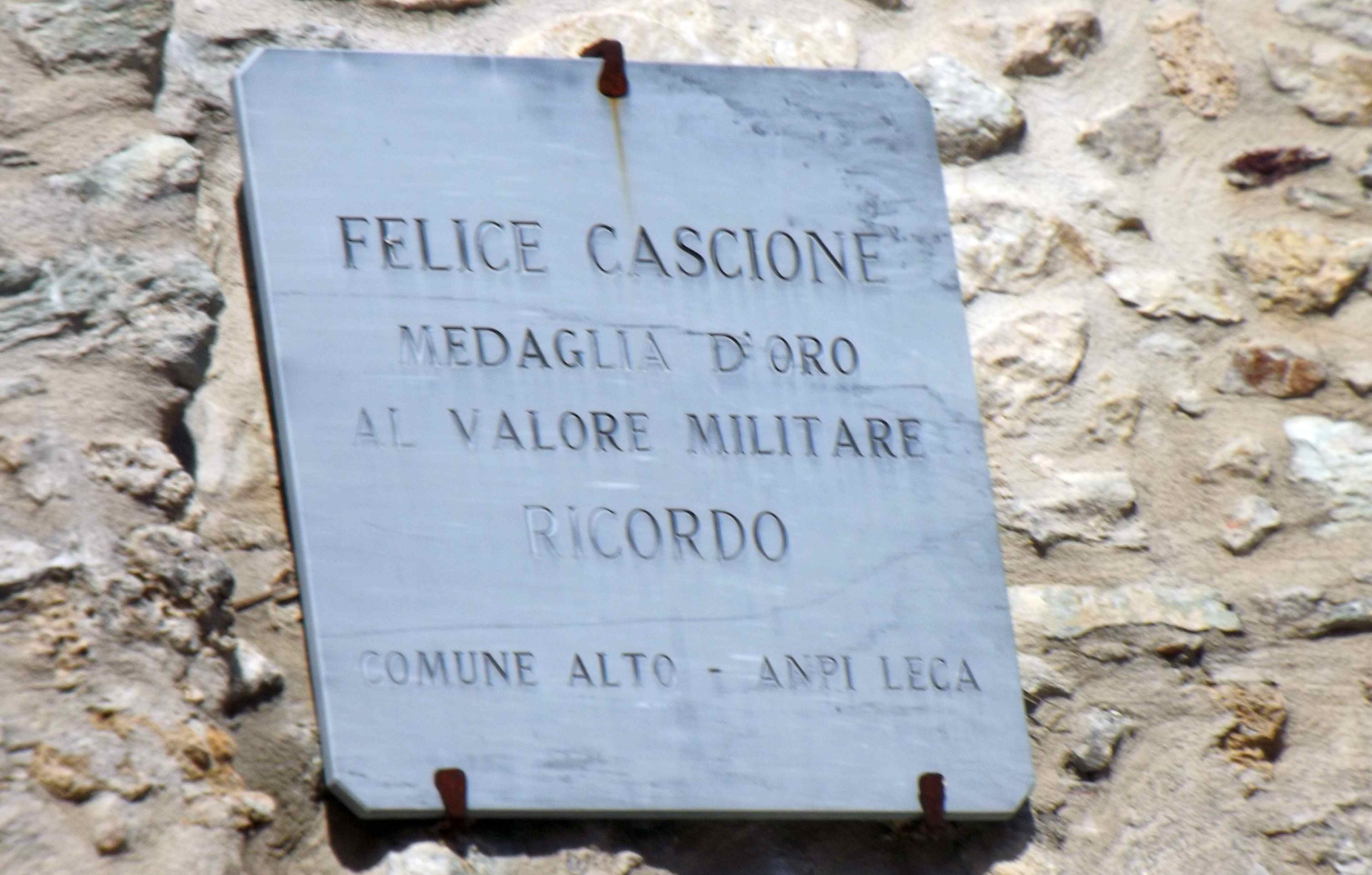
Lapide dedicata a Felice Cascione (Alto).

- Il 27 aprile 2003 gli fu eretto un monumento, vicino al luogo in cui cadde, donato dall'artista tedesco Rainer Kriester[56].
- Venuto a conoscenza da un vecchio partigiano della storia di Cascione, chiamato anche, in seguito, il "Che Guevara di Imperia", il figlio dello stesso Guevara, Camilo Guevara March, venne da Cuba a visitare il monumento e a rendere omaggio a Cascione.[57]
- È stato realizzato un film documentario sulla sua storia, realizzato da Remo Schellino.[8]